# Beatriz Merino
Beatriz Merino, född 1947, var premiärminister i Peru mellan 23 juni och 12 december 2003. Hon var den första kvinna på denna post, och den första kvinnan från Peru som fått en examen från Harvard Law School.

## Biografi
Beatriz Merino läste juridik vid 
Universidad Nacional Mayor de San Marcos i Lima. Hon fick ett stipendium till London School of Economics där hon tog en Master i skatterätt år 1972. Efter en flytt till USA studerade hon på Harvard och tog ytterligare en masterexamen 1977 varefter hon anställdes på Procter & Gamble.
Merino valdes in i Perus kongress år 1990, och igen år 1995, där hon blev ordförande för miljökommittén och kommittén för kvinnors rättigheter. Från 2005 till 2011 var hon Defensor del Pueblo, vilket motsvarar den svenska Justitieombudsmannen.